# Stazione di Martis
La stazione di Martis è una stazione ferroviaria al servizio del comune di Martis, posto sulla ferrovia Sassari-Tempio-Palau, dal 1997 utilizzato solo per i servizi turistici del Trenino Verde.

## Storia

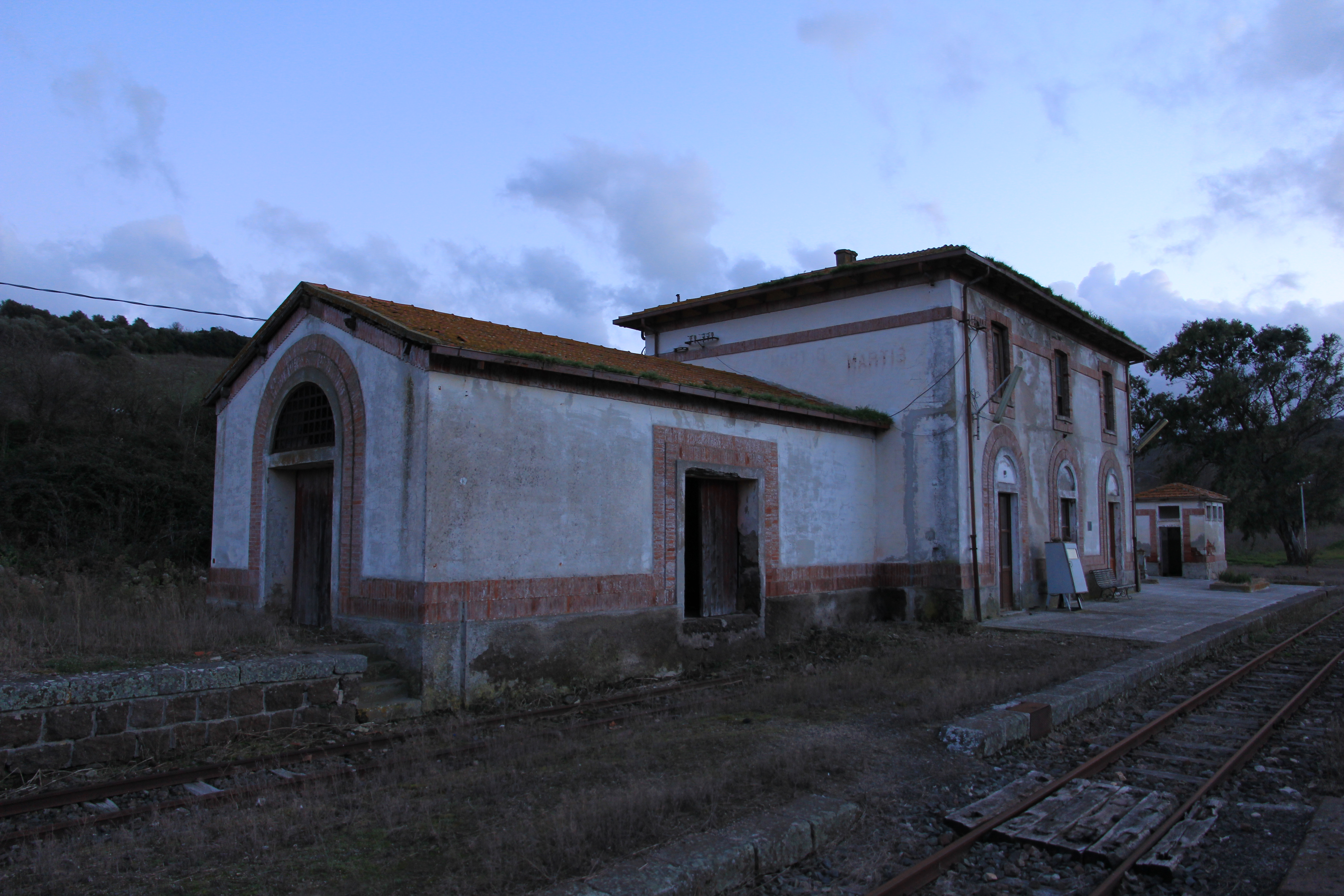
L'ultimo treno "ordinario" raggiunse la stazione nel 1997

La nascita dello scalo ferroviario di Martis è legata alla costruzione tra la fine degli anni venti e l'inizio dei trenta del Novecento di una ferrovia a scartamento ridotto che collegasse Sassari con Palau, passando per Tempio Pausania. La linea venne progettata e realizzata dalle Ferrovie Settentrionali Sarde, fautori anche di questo impianto passante nelle campagne a ovest di Martis, il quale fu inaugurato con il primo tronco di ferrovia il 16 novembre 1931. La gestione di stazione e ferrovia passò nel 1933 alle Strade Ferrate Sarde, a cui subentrarono nel 1989 le Ferrovie della Sardegna.
Sotto questa gestione lo scalo di Martis perse importanza a causa della riorganizzazione del sistema dei trasporti pubblici in Sardegna che portò, a partire dal 16 giugno 1997, alla chiusura della tratta Nulvi-Palau al traffico passeggeri ordinario e alla destinazione della stessa all'esclusivo uso turistico, sorte che capitò anche alla stazione le cui infrastrutture negli anni seguenti andarono incontro ad uno stato di progressivo decadimento strutturale. Dal 2010 la stazione è gestita dall'ARST.

## Strutture e impianti

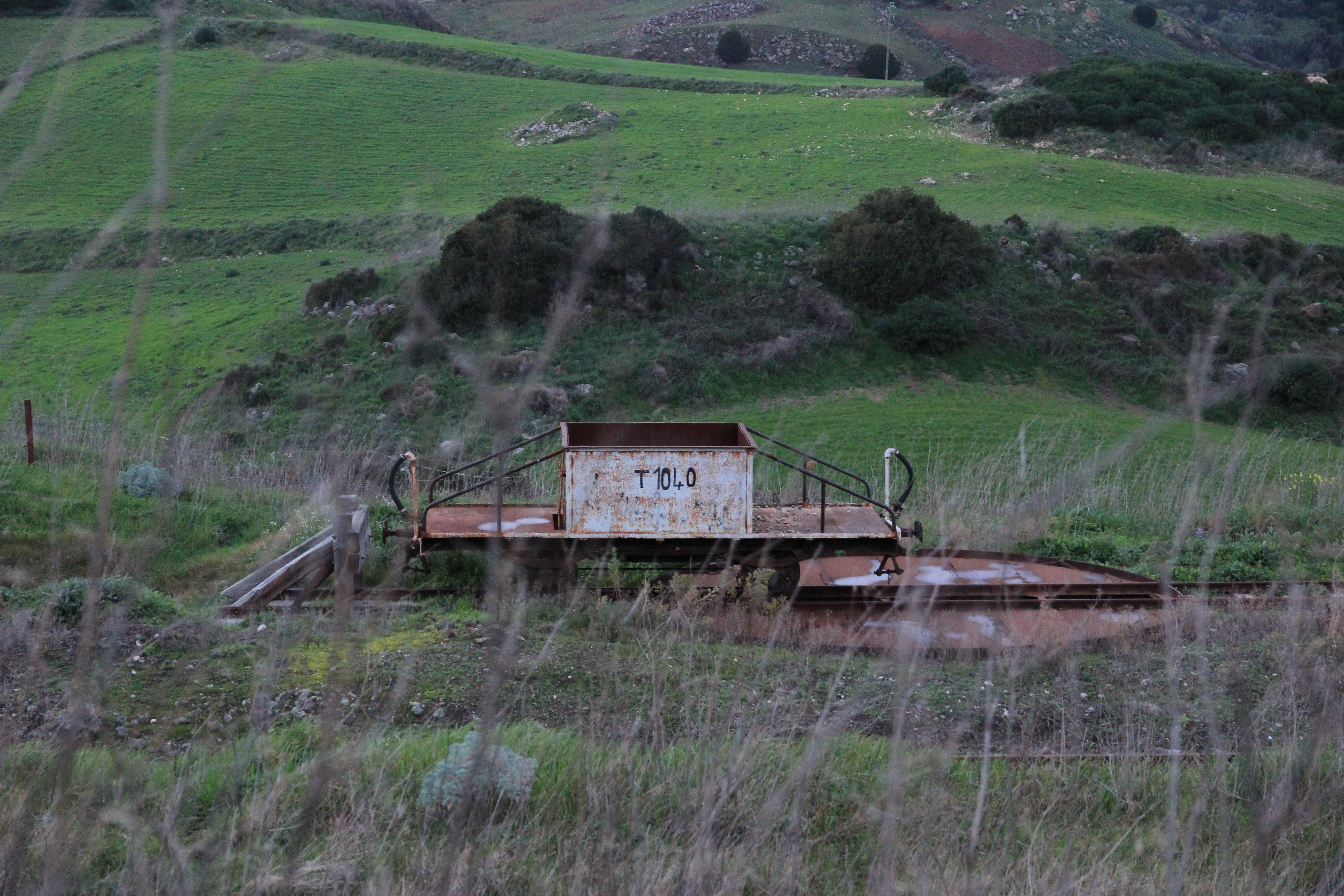
La piattaforma girevole

Lo scalo si trova in aperta campagna ed è situato a circa un chilometro ad ovest del centro abitato, in prossimità della SS 127 nel tratto che collega Martis a Nulvi. Ubicato ad un'altezza di 255 metri s.l.m., dista km 45,1 da Sassari e 105,1 da Palau Marina.
A livello infrastrutturale la stazione è dotata di due binari aventi scartamento da 950 mm attrezzati per la ricezione di treni viaggiatori, di cui il primo di corsa e il secondo passante, entrambi dotati di una propria banchina. Il binario di incrocio è dotato anche di un prolungamento tronco, il quale conduce alla piattaforma girevole dello scalo.
In origine nell'impianto era presente un terzo binario atto a servire il dismesso scalo merci della stazione: di tale tronchino permane lo spezzone finale, che affiancava il piano caricatore ed il magazzino merci dell'impianto, ancora presenti come la sagoma limite (sebbene senza il binario sottostante). La dotazione impiantistica si completa con una torre dell'acqua, a cui attingono due rifornitori d'acqua "orientabili" posti nell'interbinario.

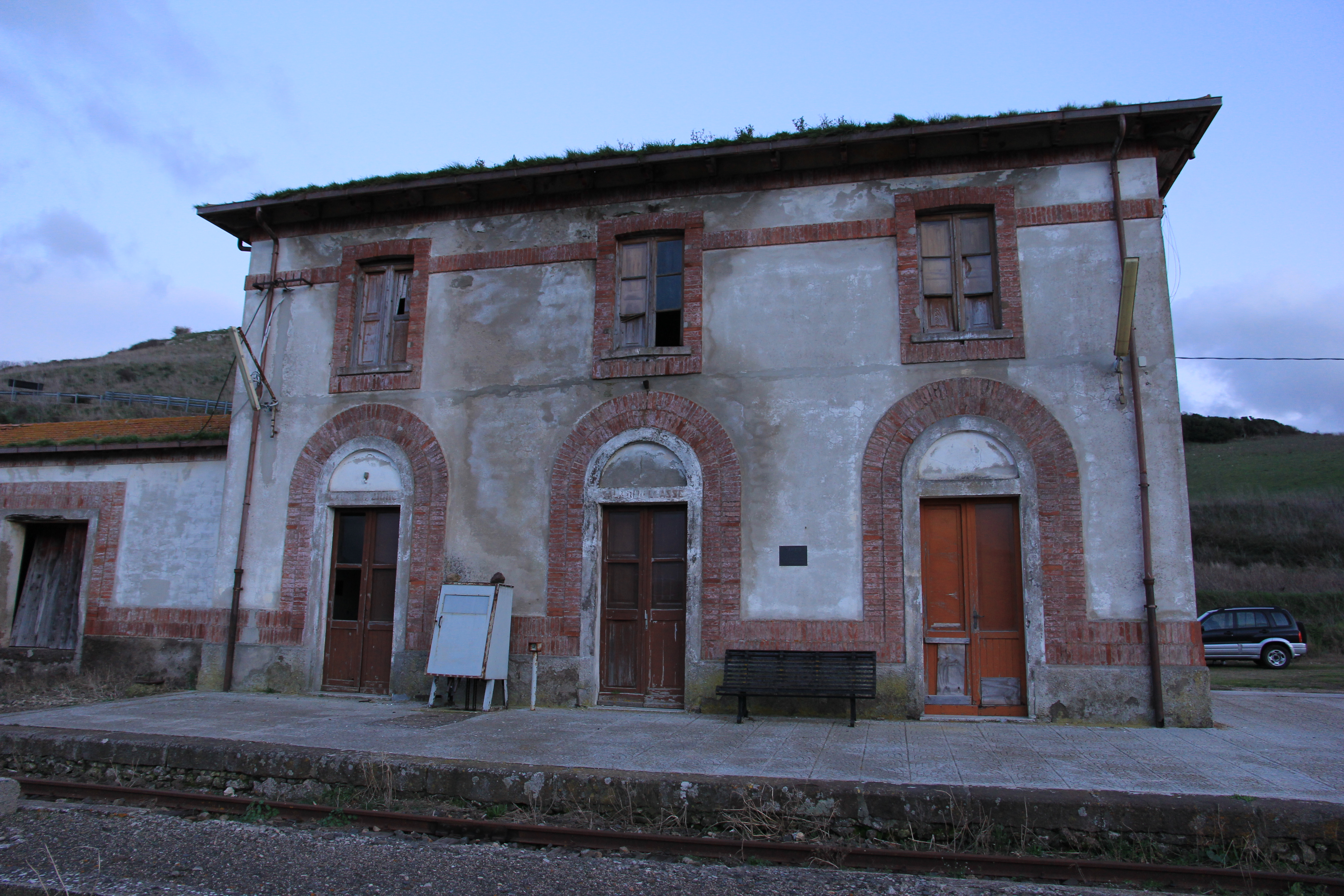
La facciata del fabbricato viaggiatori che dà sul piazzale ferroviario

Per quanto riguarda i locali presenti per il servizio ferroviario la stazione è dotata di un fabbricato viaggiatori, edificio a pianta rettangolare a tre luci sui lati lunghi - sia nel piazzale interno che verso i binari - e su due piani di sviluppo. A livello stilistico riprende le caratteristiche architettoniche comuni agli scali costruiti dalle Ferrovie Settentrionali Sarde lungo questa ferrovia e sulla Sassari-Sorso.
In aderenza allo stabile principale è presente il magazzino merci mentre i servizi igienici, ubicati in un piccolo fabbricato dedicato, si trovano a qualche metro di distanza, dove trova spazio anche una fontanella.

## Movimento
Sino al giugno 1997, quando il tratto tra Nulvi e Palau della ferrovia fu chiuso al servizio di trasporto pubblico, la stazione era servita dai treni regionali espletati dalle varie concessionarie delle linee a scartamento ridotto del nord Sardegna, ultima delle quali la Ferrovie della Sardegna. Da allora la stazione di Martis è interessato all'esclusivo traffico turistico dei convogli del Trenino Verde, sia quelli viaggianti ad hoc su richiesta dei turisti, sia quelli a calendario: per questi ultimi con riferimento al 2014 la stazione è raggiunta durante il periodo estivo da una coppia di corse tra Sassari e Palau Marina per due giorni alla settimana, fuori da questo periodo lo scalo è utilizzato solo sporadicamente da treni programmati in particolari occasioni.

## Servizi

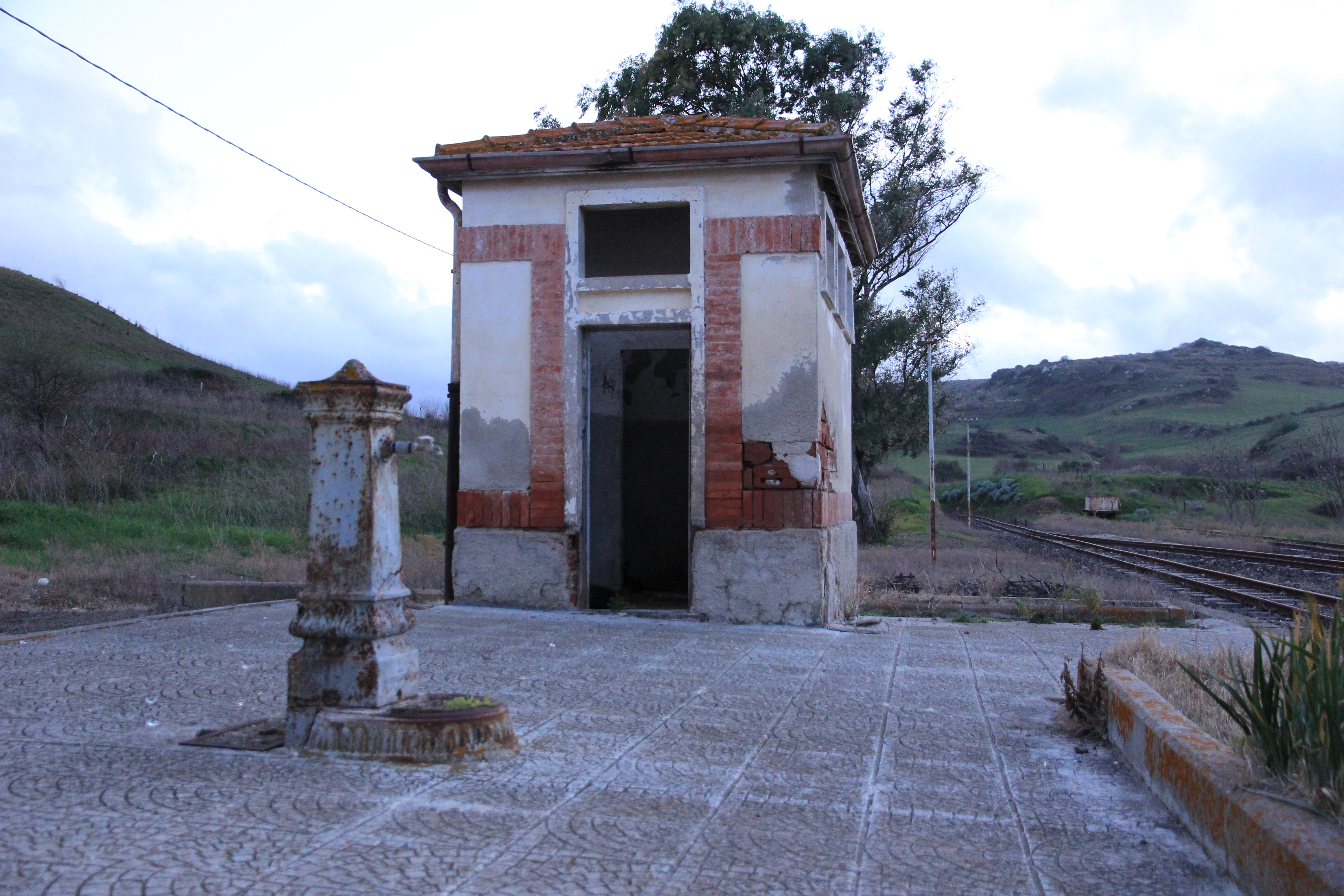
Il locale dei servizi igienici

La stazione è dotata di servizi igienici e di una sala d'attesa, sebbene questa non sia normalmente accessibile all'utenza.
- Sala d'attesa
- Servizi igienici

## Interscambi

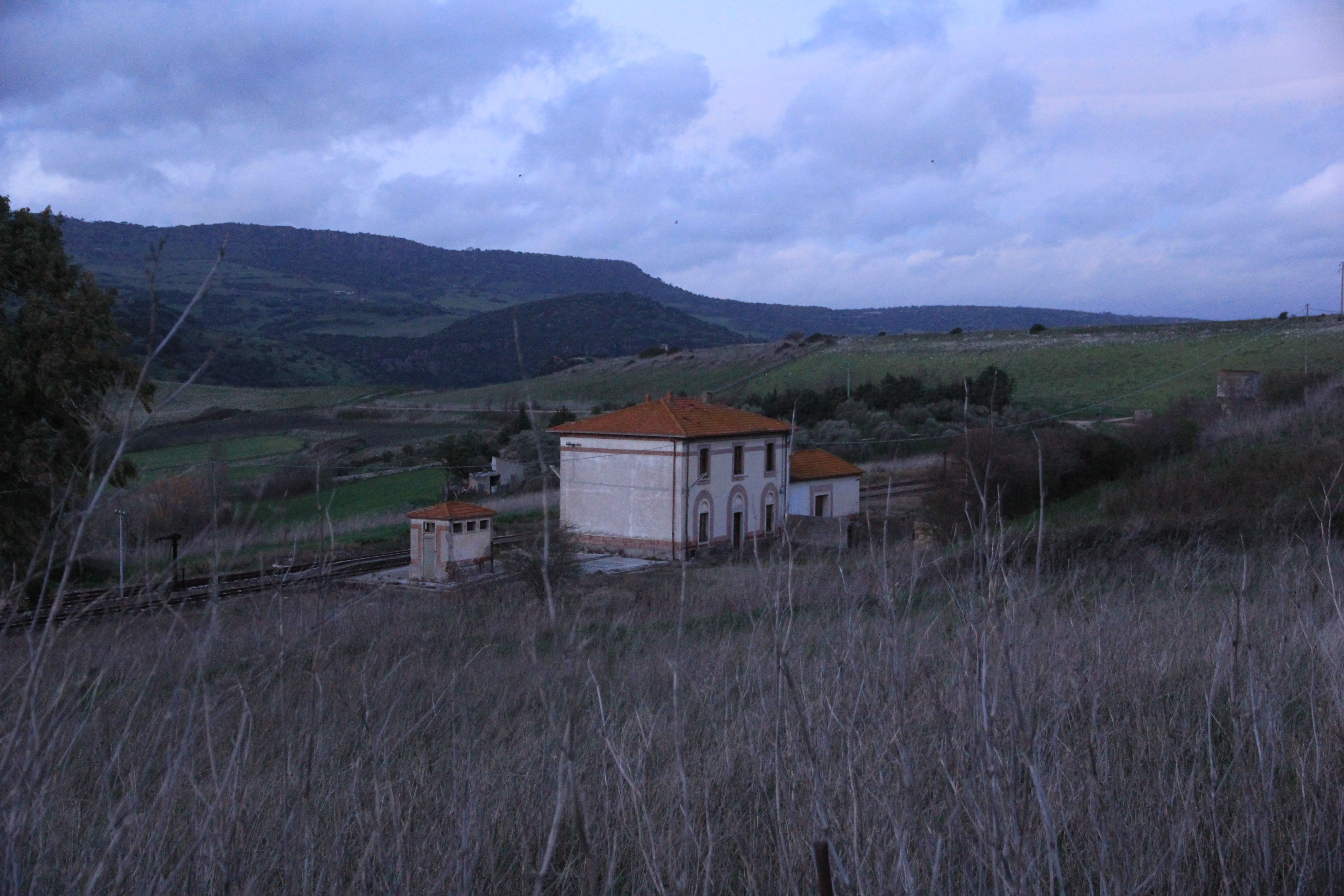
Vista della stazione dalla SS 127, in cui è presente una fermata delle autolinee ARST

A breve distanza dalla stazione, lungo la SS 127 osservano fermata i bus delle autolinee interurbane espletate dall'ARST, aventi come destinazione vari comuni della Gallura e del Limbara, tra cui l'abitato di Martis.
- Fermata autobus